# Trương Đình Tri
Trương Đình Tri là Bác sĩ, Bộ trưởng Bộ Y tế thứ hai của nước Việt Nam Dân chủ Cộng hòa.

## Sự nghiệp
Ngày 1-1-1946, Trung ương Đảng Cộng sản và Chính phủ lâm thời, đứng đầu là Chủ tịch Hồ Chí Minh, chủ trương thành lập Chính phủ liên hiệp lâm thời có sự tham gia của một số người trong Việt Nam Quốc dân Đảng và Việt Nam Cách mệnh Đồng minh Hội. Ông Trương Đình Tri, bác sĩ, người của Việt Nam Cách mệnh Đồng minh Hội được cử giữ chức Bộ trưởng Bộ Y tế.
Ngày 2-3-1946, Quốc hội nước Việt Nam Dân chủ Cộng hòa khóa I họp kỳ họp thứ nhất tại Hà Nội thông qua danh sách 70 đại biểu của Việt Nam Quốc dân Đảng và Việt Nam Cách mệnh Đồng minh Hội bổ sung vào Quốc hội, tiếp đó Quốc hội nhất trí thành lập Chính phủ liên hiệp kháng chiến thay cho Chính phủ liên hiệp lâm thời. Bộ Xã hội được thành lập từ việc hợp nhất Bộ Y tế, Bộ Lao động và Bộ Cứu tế xã hội; ông Trương Đình Tri được cử giữ chức Bộ trưởng Bộ Xã hội. Từ ngày 27 tháng 3, bác sĩ Vũ Đình Tụng đượt đặt làm Giám đốc Nha Y tế Trung ương thuộc Bộ Xã hội.
Tháng 10/1946, Quốc hội khóa I trong kỳ họp lần thứ hai đã nghe Chủ tịch Hồ Chí Minh trình Quốc hội danh sách chính phủ mới thay cho chính phủ liên hiệp kháng chiến, gạt ra khỏi chính phủ các nhân vật Việt Quốc, Việt Cách như ông Trương Đình Tri.
Sau khi Pháp tái chiếm Hà Nội, ông Trương Đình Tri giữ chức Chủ tịch Hội đồng An dân Bắc Kỳ. Ông bị Trần Bình và Đặng Đình Kỳ, cán bộ an ninh của Việt Minh, ám sát chiều ngày 10 tháng 10 năm 1947 tại Hà Nội.